# Orthostichella quinquefaria
Orthostichella quinquefaria là một loài Rêu trong họ Meteoriaceae. Loài này được (Müll. Hal.) Müll. Hal. mô tả khoa học đầu tiên năm 1876.